# Rugby à sept aux Jeux mondiaux de 2009
Navigation
Duisbourg 2005 Cali 2013
L'épreuve de rugby à sept aux Jeux mondiaux de 2009 se déroule les 24 et 25 juillet 2009. Huit équipes s'affrontent au Stade national de Kaohsiung, nommé pour l'occasion World Games Stadium. La compétition est remportée par 'l'équipe des Fidji qui bat en finale l'équipe du Portugal sur le score de 43 à 10.

## Équipes participantes
Huit équipes participent au tournoi :
- Afrique du Sud
- Argentine
- États-Unis
- Fidji
- Hong Kong
- Japon
- Portugal
- Taipei chinois

## Phase de poules

### Poule A
| Rang | Pays      | J | V | N | D | Pm | Pe | Diff | Pts |
| ---- | --------- | - | - | - | - | -- | -- | ---- | --- |
| 1    | Argentine | 3 | 3 | 0 | 0 | 63 | 12 | +51  | 9   |
| 2    | Fidji     | 3 | 2 | 0 | 1 | 52 | 37 | +15  | 7   |
| 3    | Japon     | 3 | 1 | 0 | 2 | 35 | 39 | -4   | 5   |
| 4    | Hong Kong | 3 | 0 | 0 | 3 | 15 | 77 | -62  | 3   |

| 24 juillet 2009 14 h 00 | Fidji | 26 – 10 | Hong Kong |  |
| 24 juillet 2009 14 h 00 |       |         |           |  |
| 24 juillet 2009 14 h 00 |       |         |           |  |

| 24 juillet 2009 14 h 25 | Argentine | 15 – 5 | Japon |  |
| 24 juillet 2009 14 h 25 |           |        |       |  |
| 24 juillet 2009 14 h 25 |           |        |       |  |

| 24 juillet 2009 16 h 10 | Fidji | 19 – 10 | Japon |  |
| 24 juillet 2009 16 h 10 |       |         |       |  |
| 24 juillet 2009 16 h 10 |       |         |       |  |

| 24 juillet 2009 16 h 35 | Argentine | 31 – 0 | Hong Kong |  |
| 24 juillet 2009 16 h 35 |           |        |           |  |
| 24 juillet 2009 16 h 35 |           |        |           |  |

| 24 juillet 2009 18 h 05 | Fidji | 7 – 17 | Argentine |  |
| 24 juillet 2009 18 h 05 |       |        |           |  |
| 24 juillet 2009 18 h 05 |       |        |           |  |

| 24 juillet 2009 18 h 30 | Japon | 20 – 5 | Hong Kong |  |
| 24 juillet 2009 18 h 30 |       |        |           |  |
| 24 juillet 2009 18 h 30 |       |        |           |  |

### Poule B
| Rang | Pays           | J | V | N | D | Pm | Pe | Diff | Pts |
| ---- | -------------- | - | - | - | - | -- | -- | ---- | --- |
| 1    | Afrique du Sud | 3 | 3 | 0 | 0 | 62 | 12 | +50  | 9   |
| 2    | Portugal       | 3 | 2 | 0 | 1 | 46 | 19 | +27  | 7   |
| 3    | Taipei chinois | 3 | 1 | 0 | 2 | 27 | 65 | -38  | 5   |
| 4    | États-Unis     | 3 | 0 | 0 | 3 | 31 | 70 | -39  | 3   |

| 24 juillet 2009 14 h 50 | Afrique du Sud | 29 – 0 | Taipei chinois |  |
| 24 juillet 2009 14 h 50 |                |        |                |  |
| 24 juillet 2009 14 h 50 |                |        |                |  |

| 24 juillet 2009 15 h 15 | États-Unis | 7 – 22 | Portugal |  |
| 24 juillet 2009 15 h 15 |            |        |          |  |
| 24 juillet 2009 15 h 15 |            |        |          |  |

| 24 juillet 2009 17 h 00 | Afrique du Sud | 7 – 5 | Portugal |  |
| 24 juillet 2009 17 h 00 |                |       |          |  |
| 24 juillet 2009 17 h 00 |                |       |          |  |

| 24 juillet 2009 17 h 25 | États-Unis | 17 – 22 | Taipei chinois |  |
| 24 juillet 2009 17 h 25 |            |         |                |  |
| 24 juillet 2009 17 h 25 |            |         |                |  |

| 24 juillet 2009 18 h 55 | Afrique du Sud | 26 – 7 | États-Unis |  |
| 24 juillet 2009 18 h 55 |                |        |            |  |
| 24 juillet 2009 18 h 55 |                |        |            |  |

| 24 juillet 2009 19 h 20 | Portugal | 19 – 5 | Taipei chinois |  |
| 24 juillet 2009 19 h 20 |          |        |                |  |
| 24 juillet 2009 19 h 20 |          |        |                |  |

## Phase finale

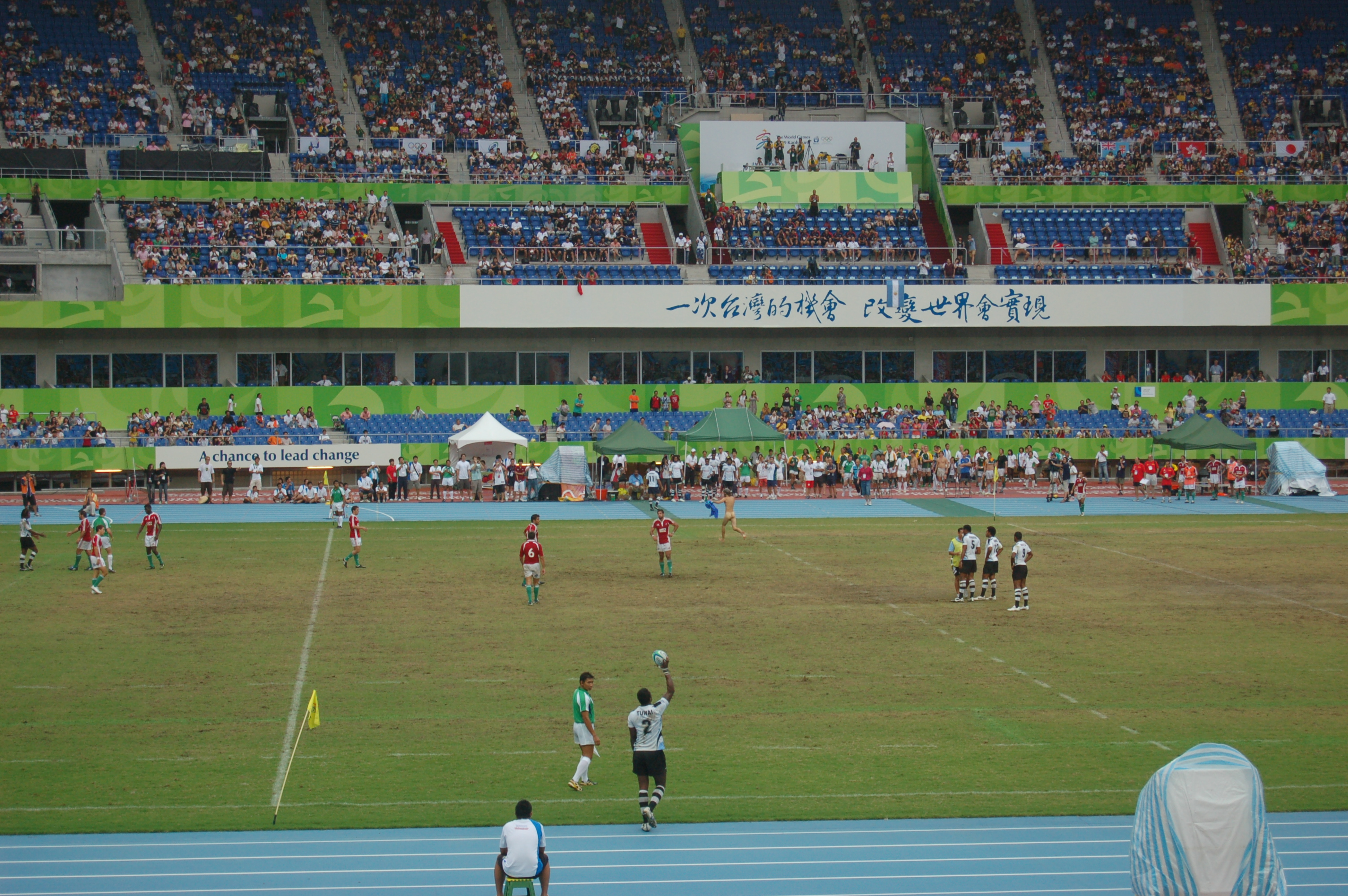
Finale entre les îles Fidji et le Portugal.

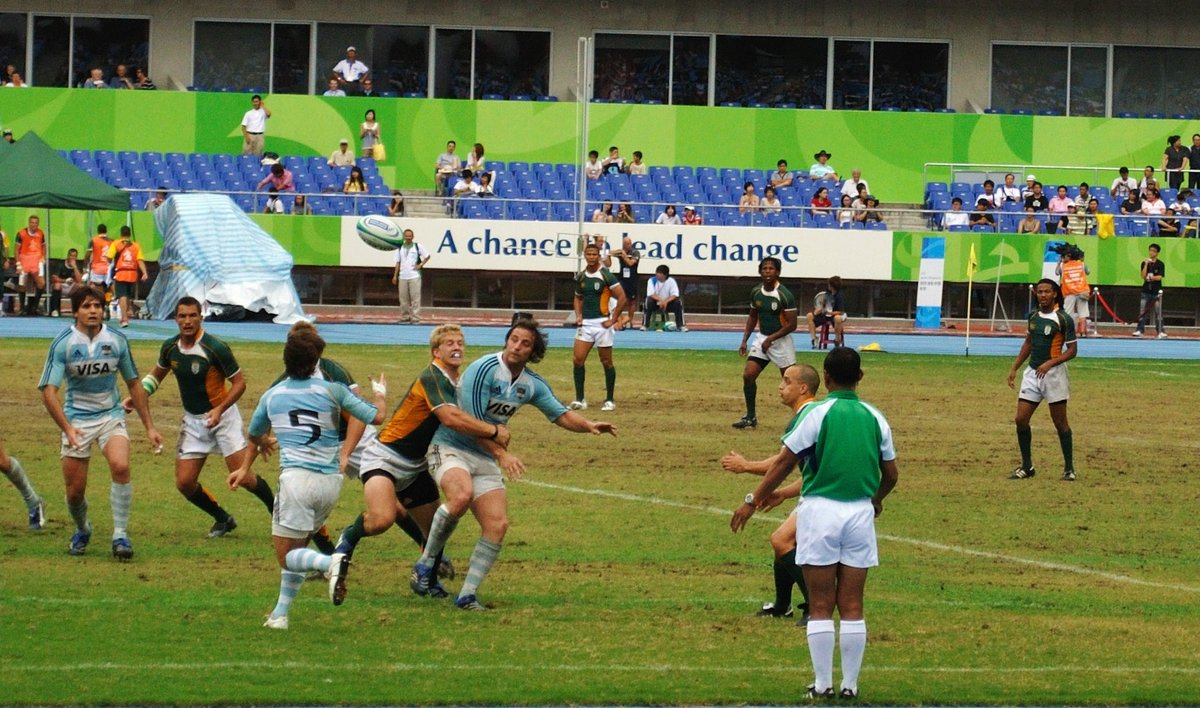
Match pour la 3e place entre l'Afrique du Sud et l'Argentine.

### Tournoi principal
|  | Quarts de finale          | Quarts de finale          |                           |                           | Demi-finales              | Demi-finales              |    |  | Finale                    | Finale                    |
|  | Quarts de finale          | Quarts de finale          |                           |                           | Demi-finales              | Demi-finales              |    |  | Finale                    | Finale                    |
|  |                           |                           |                           |                           |                           |                           |    |  |                           |                           |
|  | 25 juillet 2009 à 10 h 00 | 25 juillet 2009 à 10 h 00 |                           |                           | 25 juillet 2009 à 12 h 50 | 25 juillet 2009 à 12 h 50 |    |  | 25 juillet 2009 à 15 h 25 | 25 juillet 2009 à 15 h 25 |
|  | 25 juillet 2009 à 10 h 00 | 25 juillet 2009 à 10 h 00 |                           |                           | 25 juillet 2009 à 12 h 50 | 25 juillet 2009 à 12 h 50 |    |  | 25 juillet 2009 à 15 h 25 | 25 juillet 2009 à 15 h 25 |
|  | Afrique du Sud            | 39                        |                           |                           | 25 juillet 2009 à 12 h 50 | 25 juillet 2009 à 12 h 50 |    |  | 25 juillet 2009 à 15 h 25 | 25 juillet 2009 à 15 h 25 |
|  | Afrique du Sud            | 39                        |                           |                           | 25 juillet 2009 à 12 h 50 | 25 juillet 2009 à 12 h 50 |    |  | 25 juillet 2009 à 15 h 25 | 25 juillet 2009 à 15 h 25 |
|  | Hong Kong                 | 0                         |                           |                           | 25 juillet 2009 à 12 h 50 | 25 juillet 2009 à 12 h 50 |    |  | 25 juillet 2009 à 15 h 25 | 25 juillet 2009 à 15 h 25 |
|  | Hong Kong                 | 0                         | Afrique du Sud            | 7                         |                           |                           |    |  | 25 juillet 2009 à 15 h 25 | 25 juillet 2009 à 15 h 25 |
|  | 25 juillet 2009 à 10 h 25 |                           | Afrique du Sud            | 7                         |                           |                           |    |  | 25 juillet 2009 à 15 h 25 | 25 juillet 2009 à 15 h 25 |
|  |                           | Fidji                     | 21                        |                           |                           |                           |    |  | 25 juillet 2009 à 15 h 25 | 25 juillet 2009 à 15 h 25 |
|  | Taipei chinois            | Fidji                     | 21                        | 5                         |                           |                           |    |  | 25 juillet 2009 à 15 h 25 | 25 juillet 2009 à 15 h 25 |
|  | Taipei chinois            |                           |                           | 5                         |                           |                           |    |  | 25 juillet 2009 à 15 h 25 | 25 juillet 2009 à 15 h 25 |
|  | Fidji                     | 28                        |                           |                           |                           |                           |    |  | 25 juillet 2009 à 15 h 25 | 25 juillet 2009 à 15 h 25 |
|  | Fidji                     | 28                        | Fidji                     | 43                        |                           |                           |    |  |                           |                           |
|  | 25 juillet 2009 à 10 h 50 |                           | Fidji                     | 43                        |                           |                           |    |  |                           |                           |
|  |                           | Portugal                  | 10                        |                           |                           |                           |    |  |                           |                           |
|  | Japon                     | Portugal                  | 10                        | 0                         |                           |                           |    |  |                           |                           |
|  | Japon                     | 25 juillet 2009 à 13 h 15 |                           | 0                         |                           |                           |    |  |                           |                           |
|  | Portugal                  | 17                        |                           |                           |                           |                           |    |  |                           |                           |
|  | Portugal                  | 17                        | Portugal                  | 19                        |                           |                           |    |  |                           |                           |
|  | 25 juillet 2009 à 11 h 15 | 25 juillet 2009 à 11 h 15 | Portugal                  | 19                        | Match pour la 3e place    | Match pour la 3e place    |    |  |                           |                           |
|  | 25 juillet 2009 à 11 h 15 | 25 juillet 2009 à 11 h 15 |                           | Argentine                 | Match pour la 3e place    | Match pour la 3e place    | 12 |  |                           |                           |
|  | Argentine                 | 19                        | 25 juillet 2009 à 15 h 00 | 25 juillet 2009 à 15 h 00 |                           |                           | 12 |  |                           |                           |
|  | Argentine                 | 19                        | 25 juillet 2009 à 15 h 00 | 25 juillet 2009 à 15 h 00 |                           |                           |    |  |                           |                           |
|  | États-Unis                | 12                        |                           | Afrique du Sud            | 17                        |                           |    |  |                           |                           |
|  | États-Unis                | 12                        |                           | Afrique du Sud            | 17                        |                           |    |  |                           |                           |
|  |                           |                           |                           |                           |                           |                           |    |  | Argentine                 | 0                         |
|  |                           |                           |                           |                           |                           |                           |    |  | Argentine                 | 0                         |

### Matchs de classement
|  | Demi-finales de classement | Demi-finales de classement |                |    | Finale de classement 5e / 6e places | Finale de classement 5e / 6e places |
|  | Demi-finales de classement | Demi-finales de classement |                |    | Finale de classement 5e / 6e places | Finale de classement 5e / 6e places |
|  |                            |                            |                |    |                                     |                                     |
|  | 25 juillet 2009 à 12 h 00  | 25 juillet 2009 à 12 h 00  |                |    | 25 juillet 2009 à 14 h 25           | 25 juillet 2009 à 14 h 25           |
|  | 25 juillet 2009 à 12 h 00  | 25 juillet 2009 à 12 h 00  |                |    | 25 juillet 2009 à 14 h 25           | 25 juillet 2009 à 14 h 25           |
|  | Hong Kong                  | 12                         |                |    | 25 juillet 2009 à 14 h 25           | 25 juillet 2009 à 14 h 25           |
|  | Hong Kong                  | 12                         |                |    | 25 juillet 2009 à 14 h 25           | 25 juillet 2009 à 14 h 25           |
|  | Taipei chinois             | 17                         |                |    | 25 juillet 2009 à 14 h 25           | 25 juillet 2009 à 14 h 25           |
|  | Taipei chinois             | 17                         | Taipei chinois | 19 |                                     |                                     |
|  | 25 juillet 2009 à 12 h 25  |                            | Taipei chinois | 19 |                                     |                                     |
|  |                            | États-Unis                 | 21             |    |                                     |                                     |
|  | Japon                      | États-Unis                 | 21             | 24 |                                     |                                     |
|  | Japon                      |                            |                | 24 |                                     |                                     |
|  | États-Unis                 | 29                         |                |    |                                     |                                     |
|  | États-Unis                 | 29                         | 7e / 8e place  |    |                                     |                                     |
|  |                            |                            |                |    |                                     |                                     |
|  | 25 juillet 2009 à 14 h 00  |                            |                |    |                                     |                                     |
|  |                            |                            |                |    |                                     |                                     |
|  | Hong Kong                  | 5                          |                |    |                                     |                                     |
|  | Hong Kong                  | 5                          |                |    |                                     |                                     |
|  | Japon                      | 19                         |                |    |                                     |                                     |
|  | Japon                      | 19                         |                |    |                                     |                                     |